# D.Gray-man
D.Gray-man (яп. デ ィ ー · グ レ イ マ ン, Ді: Гурейман, Ді Грей-мен) — манґа Кацури Хошіно. Вперше була опублікована в 2004 році в Weekly Shonen Jump і продовжує випускатися дотепер. На даний час, манґа налічує понад 200 глав.  Також є серія романів Reverse, що розповідають про минуле персонажів. Аніме вийшло в ефір 3 жовтня 2006 року і налічує 103 серії. У 2013 році випуск манґи був припинений на 2 роки. Однак 17 липня 2015 року випуск манги продовжився в новому щоквартальному журналі.
Серед кількох варіантів назви майбутньої манґи («Куронова», «Ляльки», «Зона») автор в кінцевому підсумку обрала «D.Gray-man» («Сіра людина»), що за її словами пов'язано з домінуванням в роботі чорного та білого кольорів, які при змішуванні дають сірий.
Основний сюжет аніме та манґи не відрізняється, проте в аніме наявні філерні вставки, що розповідають, в основному, про те, як екзорцисти розшукували та захищали ще живих генералів (наприклад, Аллін і Ліналі — генерала Кроса.)

## Сюжет
Події в D.Gray-man розгортаються в альтернативній Європі XIX століття і розповідають про Тисячолітнього Графа, що планує знищити світ, за допомогою власноруч створених демонів — людиноподібних істот, які представляють собою знаряддя, що з'єднує в собі душу померлої людини та механічне тіло; і екзорцистів, які звільняють душі померлих людей шляхом знищення демонів.  Екзорцисти числяться в організації Чорний Орден (яп. 黒 の 教 団 Куро но ке: дан), яка існує понад 100 років та шукає серце «Чистої сили».
Екзорцисти — це особливі люди, які наділені взаємозв'язком з «Чистою силою», божественною субстанцією, створеною багато століть тому для того, щоб боротися з створіннями Графа. Відомо, що «Чиста сила» у вигляді 109 частин розкидана по всьому світу. Як тільки частина «Чистої сили» вступить у взаємозв'язок з відповідною  людиною, вона може бути перетворена в зброю для боротьби з демонами.
Метою Тисячолітнього Графа і його слуг також є пошук, так званого, «Серця чистої сили».  Це особлива форма «Чистої Сили», яка забезпечує існування всіх інших 109 частин. Знищення Серця призведе до знищення усіх частин.

## Визначення світу D.Gray-man
Демони (яп. 悪 魔 акума) — це механізми, що використовують для роботи душу ув'язненої в них людини.  Якщо у померлого був хтось, хто сильно його любить, до нього може прийти Тисячолітній Граф і запропонувати повернути загиблого — для цього потрібно лише покликати його. Проте, повернена душа стає в'язнем тіла демона і змушена виконувати всі накази Графа. Чим більше людей вб'є демон, тим швидше він зможе еволюціонувати, існують такі рівні їх розвитку:
- I — прості створіння, формою нагадують повітряну кулю.  Досить примітивні і одноманітні.  Використовують просту атаку — стрільбу кулями з власної крові.

- II — мають індивідуальну зовнішність, голос, різноманітний набір атак, здатні мислити.

- III — виглядають досить одноманітно, проте дуже стійкі до атак, неймовірно сильні, значно перевершують 2 рівень, отримують можливість використовувати «темний елемент», своєрідний аналог «Чистої сили» у екзорцистів.  Тисяча демонів третього рівня можуть об'єднатися в «гігантського демона» — чудовиська колосальних розмірів, яке неймовірно важко знищити. Звичайний екзорцист програє в битві з цим рівнем.

- IV — близькі до людської форми, володіють неймовірною силою.  Поодинці битися з ними можуть, хіба що, генерали.

Генерал (або Маршал) — екзорцист, чий рівень синхронізації з «Чистою силою» перевищив критичну позначку (тобто 100 %).  Таких екзорцистів менше десятка, але їхня сила в кілька разів перевищує силу звичайного екзорциста.  Для генералів демони нижче 4 рівня не представляють небезпеки.
Грішник — екзорцист, у якого рівень синхронізації з «Чистою силою» впав нижче нуля. В основному це буває, якщо екзорцист зраджує «Чисту силу». Також, Грішником може стати людина, що не є екзорцистом, але насильно синхронізувалася з «Чистою силою». В даному випадку не людина керує «Чистою силою», а «Чиста сила» управляє людиною, використовуючи її життєву енергію.
Штучні апостоли — екзорцисти, створені штучним шляхом. Вони є витривалими та здатними до регенерації. Для створення Апостола потрібен мозок вбитого екзорциста, але при цьому всі спогади вбитого екзорциста блокуються. Проте, пам'ять вбитого може передатися Апостолу, як це сталося з Ю Кандою.
Книжник — людина, яка записує так звану «незаписану історію», тобто історію, яка ніде не згадується.  Історики завжди трималися в тіні і намагалися не брати участь в подіях, які вони записували. Кожен з Книжників має феноменальну пам'ять.

## Музика

### Початкові теми
- «INNOCENT SORROW»: сер.  1-25

Виконує: Abingdon Boys School
- «Brightdown»: сер.  26-51

Виконує: Намі Тамакі
- «Doubt & Trust»: сер.  52-76

Виконує: Access
- «Gekidou»: сер.  77-103

Виконує: UVERworld

### Завершальні теми
- «SNOW KISS»: сер.  1-13

Виконує: NIRGILIS.
- «Pride of Tomorrow»: сер.  14-25

Виконує: June
- «Yume no Tsuduki he»: сер.  26-38

Виконує: surface
- «Antoinette Blue»: сер.  39-51

Виконує: Нана Кітаде
- «Anata ga Koko ni Iru Riyuu»: сер.  52-64

Виконує: Rie fu
- «Wish»: сер. 65-76

Виконує: Sowelu
- «Regret»: сер. 77-89

Виконує: Май Хосімура
- «Changin '»: сер.  90-103

Виконує: Stephanie